# كاكي (لون)

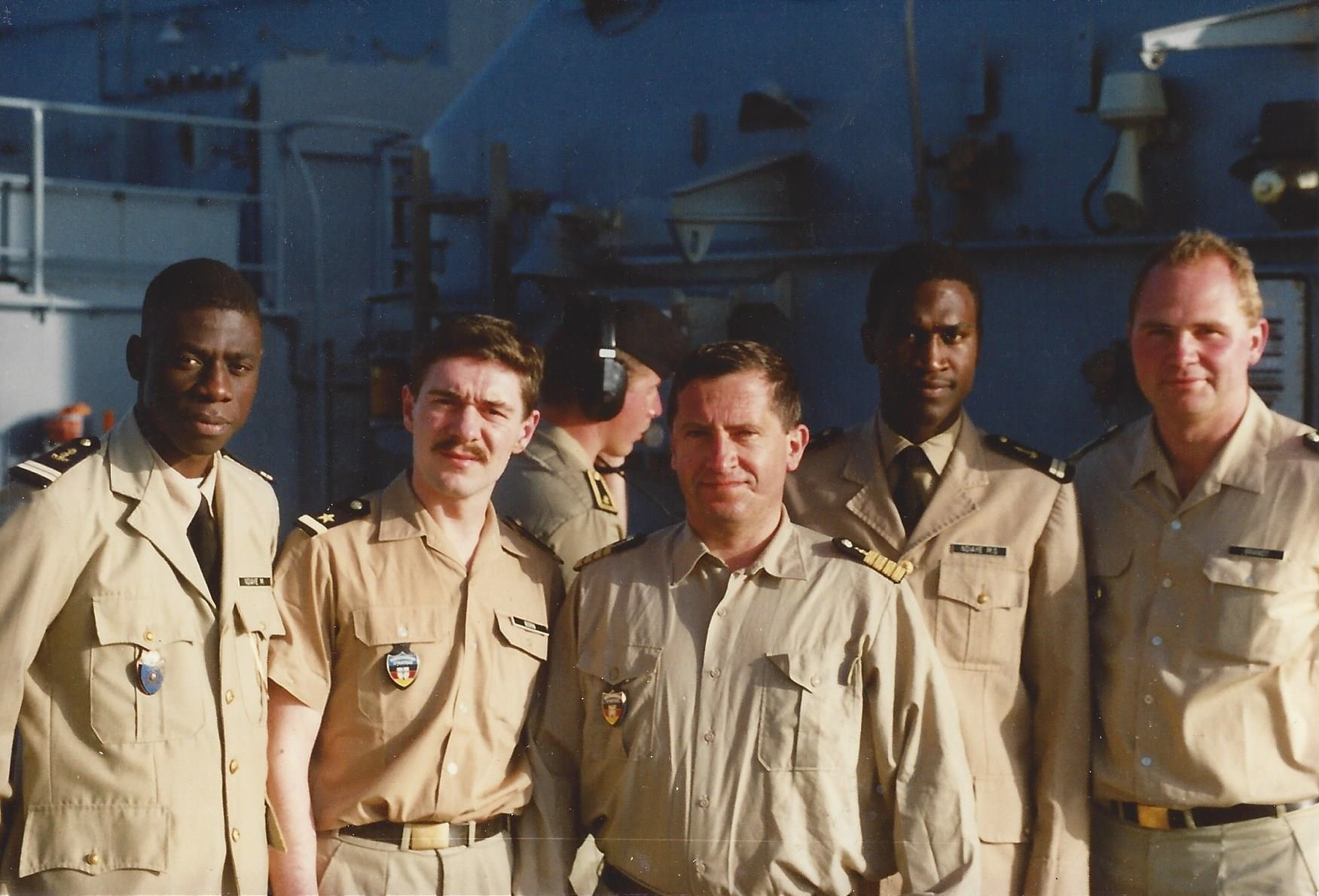
يعد الكاكي لوناً شائعاً في الأزياء العسكرية، كما يظهر به هؤلاء الضباط الألمان والسنغاليين.

الكاكي هو درجة من اللون البني الفاتح مع مسحة صفراء.
تستخدم العديد من الجيوش في جميع أنحاء العالم الكاكي كلون للأزياء العسكرية، بما في ذلك المموهة. وهو مستعمل كاسم لون باللغة الإنجليزية منذ 1848 في أول مرة قُدمّ فيها كزي عسكري. بالنسبة الموضة الغربية، يعتبر لون أساسي للبنطلونات الأنيقة غير الرسمية للمدنيين، المسماة كاكي أيضاً.
في الإنجليزية البريطانية وبعض استعمالات الكومنولث الأخرى، قد يشير الكاكي أيضاً إلى درجة من اللون الأخضر تعرف في الولايات المتحدة باسم الزيتوني الباهت.

## أصل تسميته
الكاكي هي كلمة مستعارة من كلمة (خاك) اللغة الفارسیه التي تعني «تُرابي اللون» والمشتقة بدورها من (خاک)؛ ودخلت الإنجليزية عن طريق جيش الهند البريطاني.

## أصل استخدامه

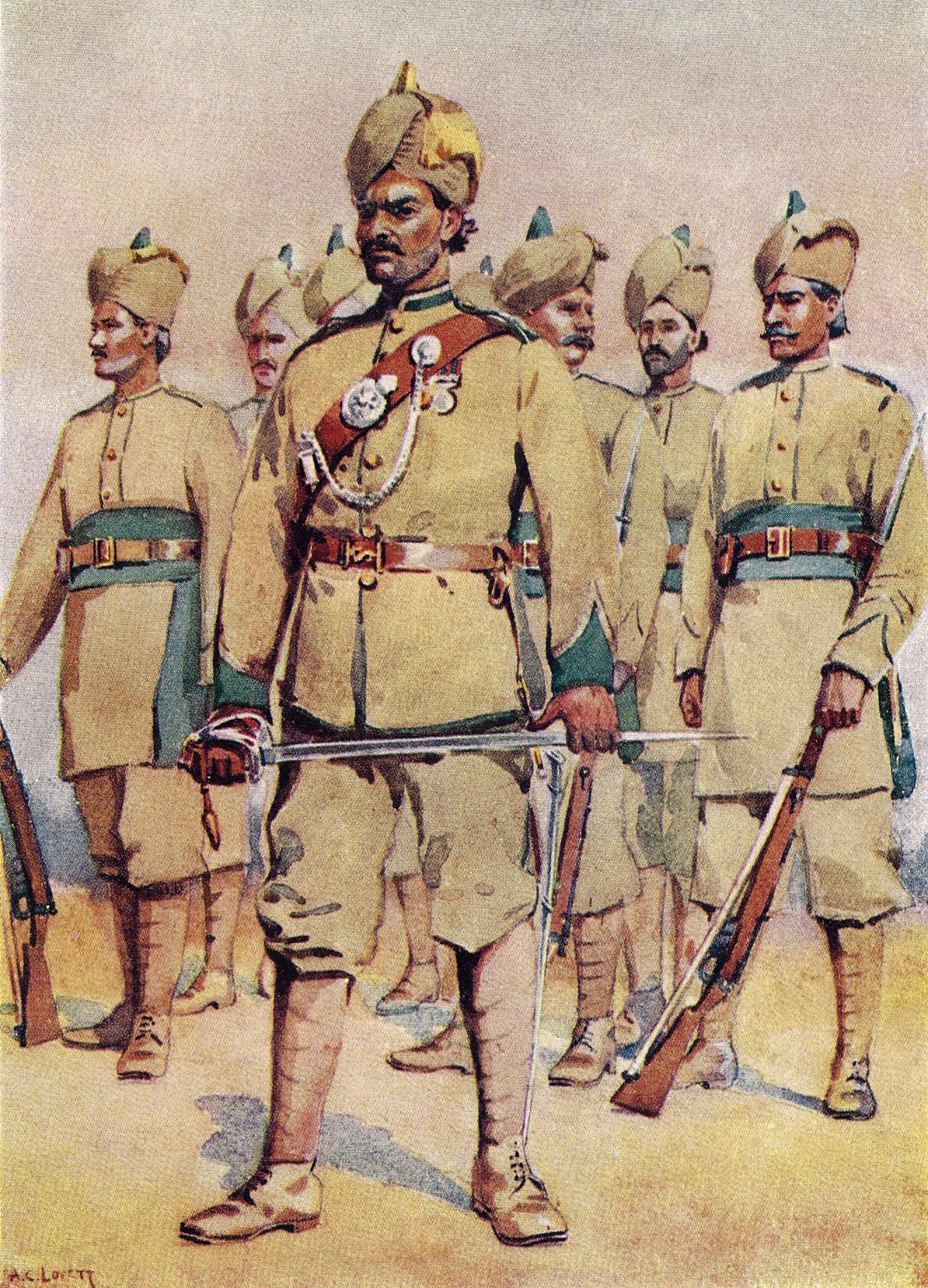
جنود من فوج البنجاب الثالث والثلاثين التابع للجيش الهندي البريطاني يرتدون الكاكي.

كان فيلق المرشدين أول من ارتدى الكاكي والذي أسسه هنري لورانس (1806-1857) في ديسمبر 1846، المقيم في لاهور ووكيل الحاكم العام للحدود الشمالية الغربية. في البداية، كان جنود الحدود يرتدون زيهم المحلي، المؤلف من سروال منامة من اللون الأبيض المدخن مصنوع من قطن خشن منسوج محلياً وعمامة قطنية، تكملها سترة جلدية أو قطنية مبطنة للطقس البارد. في 1848، قُدمّ الزي الكاكي. لاحقاً، اعتمدت جميع الأفواج، سواء البريطانية أو الهندية، التي تخدم في المنطقة الزي الكاكي في الخدمة الفعلية ولباساً صيفياً. كان نسيج الكاكي الأصلي عبارة عن قماش ملفوف بإحكام من الكتان أو القطن.

## الاستخدام العسكري

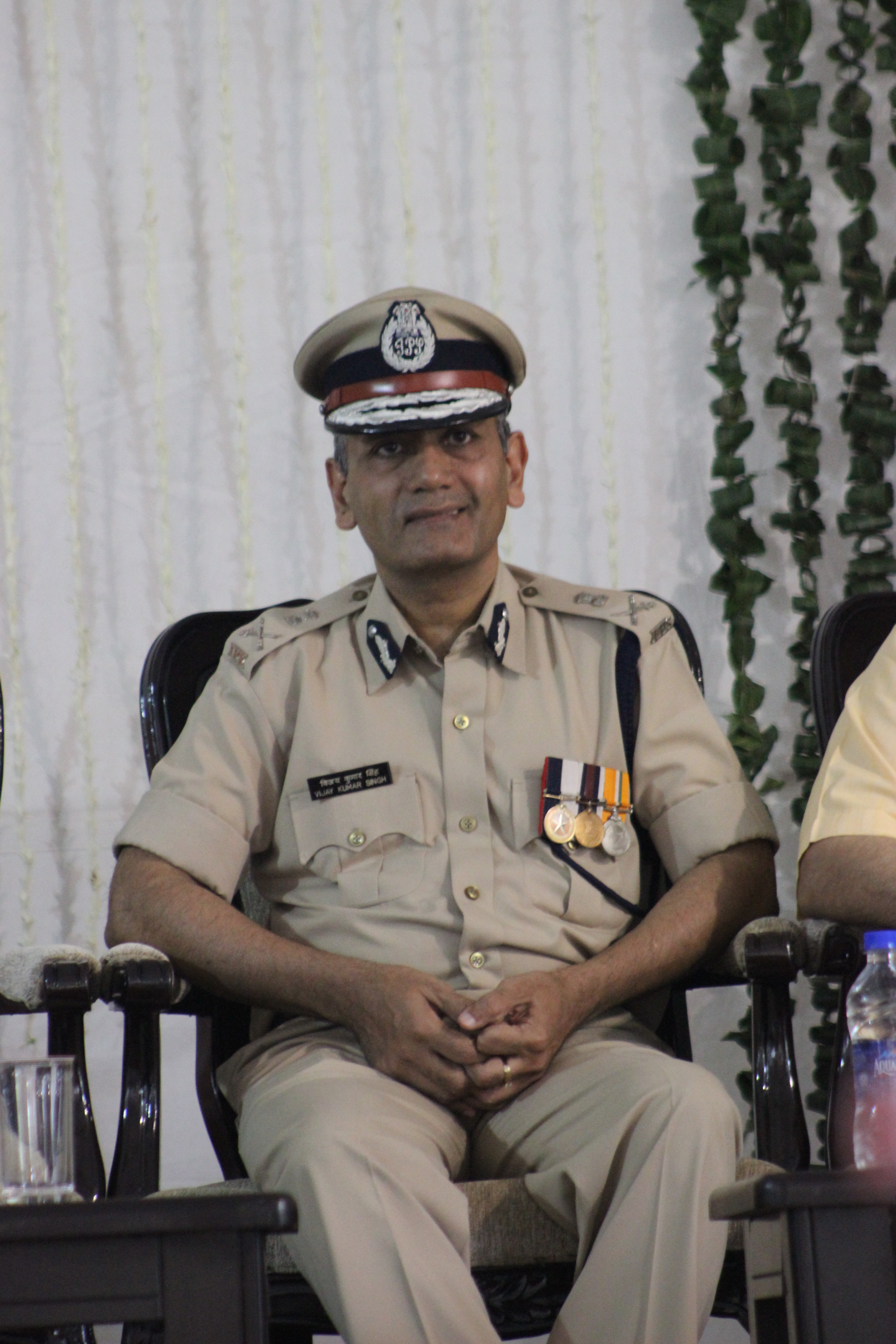
ضابط شرطة هندي كبير يرتدي زياً كاكياً

بعدما ثبت عدم جدوى الألوان الزاهية التقليدية مثل المعطف الأحمر، خاصة في المناوشات، في أوائل القرن التاسع عشر. واستجابةً للتقنيات المحسنة مثل الإستطلاع الجوي والبارود لادخاني، أمكنّ للكاكي تمويه الجنود في ميدان المعركة.
استخدمت القوات البريطانية أزياء اللون الكاكي رسمياً لأول مرة خلال حملة 1868 إلى الحبشة، عندما سافرت القوات الهندية إلى إثيوبيا. في وقت لاحق، اعتمد الجيش البريطاني الكاكي زياً للحملات الاستعمارية فاستخدم في الحرب المهدية (1884-1889) وحرب البوير الثانية (1899-1902). أصبح هذا الزي الرسمي يعرف باسم دريل كاكي ولا تزال نسخه جزءاً من الزي الرسمي للجيش البريطاني.
خلال حرب البوير الثانية، أصبحت القوات البريطانية تُعرف باسم الكاكية بسبب زيها العسكري.[بحاجة لمصدر] وعقب الانتصار في الحرب، دعت الحكومة إلى إجراء انتخابات، أصبحت تعرف باسم انتخابات الكاكي وهو مصطلح أُطلقّ لاحقاً على الانتخابات التي دعت إلى استغلال الموافقة العامة للحكومات فور الانتصارات العسكرية.
تبنى الجيش الأمريكي الكاكي خلال الحرب الإسبانية الأمريكية (1898)، ليحل محل زيهم التقليدي الأزرق. حذت البحرية الأمريكية وقوات مشاة البحرية الأمريكية حذوه، حيث سمحت بالكاكي زياً ميدانياً ورسمياً.
عندما اعتُمدّ الكاكي زياً للخدمة البريطانية القارية في 1902، كانت درجة اللون المختار أكثر قتامة وذات مسحة خضراء بشكل واضح. تبنت جميع جيوش الإمبراطورية البريطانية والتجريدة الأمريكية خلال الحرب العالمية الأولى هذا اللون مع اختلافات طفيفة، والأخيرة استخدمته تحت مسمى الزيتوني الباهت. ظلت هذه الدرجة من البني-الأخضر مستخدمة من قبل العديد من البلدان خلال الحربين العالميتين.

## الاستخدام المدني
أصبحت السراويل المعروفة باسم «الكاكي»، شائعة بعد الحرب العالمية الثانية، التي كانت في البداية إصداراً عسكرياً من نسيج قماش تشينو كاكي اللون، استُخدمت في الأزياء الرسمية ولونها كاكي دوماً. حالياً، يستخدم المصطلح أحياناً للإشارة إلى نوع من السراويل مبنية عليها والتي يطلق عليها غالباً تشينو، بغض النظر عن لونها.

## درجات الكاكي

### كاكي خفيف
يُعرض لون الكاكي الفاتح على اليسار (يسمى أيضاً كاكي أسمر أو أسمر فقط).

### كاكي
هذا هو لون الويب المسمى كاكي في لغة ترميز النص الفائق/أوراق الأنماط المتتالية.[بحاجة لمصدر]
يتطابق اللون الموضح على اليسار مع اللون المحدد بالكاكي في كتاب معجم الألوان في 1930 وكان المعيار لتسميات الألوان قبل إدخال أجهزة الكمبيوتر.

### كاكي غامق
يظهر لون الويب الكاكي الغامق على اليسار.
وهو يتوافق مع الكاكي الغامق في أسماء ألوان ويندوز 11.

### كاكي أخضر
يظهر على اليسار الكاكي الأخضر، الذي يُطلق عليه ببساطة الكاكي في العديد من دول الكومنولث، والمعروف أيضاً باسم الكاكي الباهت أو الزيتوني أو الزيتوني الباهت.